# Lipophrys dalmatinus
Lipophrys dalmatinus är en fiskart som först beskrevs av Franz Steindachner och Kolombatovic, 1883.  Lipophrys dalmatinus ingår i släktet Lipophrys och familjen Blenniidae. Inga underarter finns listade i Catalogue of Life.